# Święty Katald
Święty Katald, również Katald z Tarentu – żyjący w VII wieku irlandzki zakonnik, biskup Rachau w Irlandii i rzekomy biskup Tarentu w dzis. Apulii, opat i święty Kościoła katolickiego.
Katald to imię pochodzenia germańskiego będące syntezą członów cath lub hathu - radosny, walka i wald lub walt - panować, władać.
Wykształcenie zdobył w Lismore (Waterford) i tam wstąpił do klasztoru. Jako zakonnik został wybrany opatem, a następnie biskupem Rachau. Zmarł wracając z pielgrzymki do Jerozolimy.
Pochowany został w katedrze w mieście Tarent, którego jest patronem (wł. Cattedrale di San Cataldo). Znajduje się tu kaplica ku czci świętego (wł. Cappella San Cataldo). Jego imieniem nazwano także miejscowość na Sycylii (San Cataldo), katedrę w Caltanissetta i kościół w Palermo.
Relikwie świętego odnaleziono w 1094 roku i to zapoczątkowało rozszerzenie się jego kultu. Współcześnie nie jest umieszczany na listach biskupów Tarentu, gdyż trudno zweryfikować jego losy.
Jego wspomnienie liturgiczne obchodzono 10 maja.